# Александр Мільєран
Алекса́ндр Мільєра́н (фр. Alexandre Millerand; 10 лютого 1859, Париж — 7 квітня 1943, Версаль) — французький політичний діяч, у 1914–1915 роках очолював міністерство оборони, у 1920 нетривалий час був прем'єр-міністром. Президент Франції (1920–1924).
Андрей Шептицький мав з ним перемовини стосовно долі Галичини на початку 1920-х років.